# Meidericher Spielverein Duisburg 1999-2000
Questa voce raccoglie le informazioni riguardanti il Meidericher Spielverein Duisburg nelle competizioni ufficiali della stagione 1999-2000.

## Stagione
Nella stagione 1999-2000 il Duisburg, allenato da Friedhelm Funkel e Seppo Eichkorn, concluse il campionato di Bundesliga al 18º posto e fu retrocesso in 2. Bundesliga. In Coppa di Germania il Duisburg fu eliminato al terzo turno dal Bochum. In Coppa Intertoto il Duisburg fu eliminato al quarto turno dal Montpellier.

## Rosa
| N. |                      | Ruolo | Calciatore        |
| -- | -------------------- | ----- | ----------------- |
| 2  | Germania (bandiera)  | C     | Thomas Hoersen    |
| 3  | Germania (bandiera)  | C     | Dietmar Hirsch    |
| 4  | Germania (bandiera)  | D     | Torsten Wohlert   |
| 5  | Polonia (bandiera)   | D     | Tomasz Hajto      |
| 7  | Germania (bandiera)  | D     | Marijan Kovačević |
| 8  | Germania (bandiera)  | A     | Markus Osthoff    |
| 10 | Polonia (bandiera)   | A     | Piotr Reiss       |
| 11 | Rep. Ceca (bandiera) | D     | Pavel Drsek       |
| 12 | Germania (bandiera)  | C     | Andreas Voss      |
| 13 | Germania (bandiera)  | A     | Markus Beierle    |
| 14 | Germania (bandiera)  | C     | Marcus Wedau      |
| 15 | Germania (bandiera)  | D     | Horst Steffen     |
| 16 | Germania (bandiera)  | C     | Martin Schneider  |
| 17 | Germania (bandiera)  | D     | Torsten Schramm   |

| N. |                     | Ruolo | Calciatore       |
| -- | ------------------- | ----- | ---------------- |
| 18 | Germania (bandiera) | A     | Uwe Spies        |
| 19 | Germania (bandiera) | C     | Jörg Neun        |
| 20 | Germania (bandiera) | C     | Michael Zeyer    |
| 21 | Germania (bandiera) | C     | Thomas Vana      |
| 22 | Germania (bandiera) | D     | Stefan Emmerling |
| 23 | Germania (bandiera) | C     | Ralf Keidel      |
| 24 | Germania (bandiera) | C     | Carsten Wolters  |
| 25 | Russia (bandiera)   | P     | Gintaras Staučė  |
| 26 | Germania (bandiera) | P     | Carsten Krämer   |
| 27 | Germania (bandiera) | D     | Peter Schyrba    |
| 28 | Germania (bandiera) | D     | Alexander Bugera |
| 29 | Turchia (bandiera)  | A     | Sercan Güvenışık |
| 30 | Germania (bandiera) | P     | Andreas Menger   |
| 33 | Germania (bandiera) | C     | Michael Büskens  |

## Organigramma societario
Area tecnica
- Allenatore: Seppo Eichkorn
- Allenatore in seconda:
- Preparatore dei portieri:
- Preparatori atletici:

## Calciomercato

### Sessione estiva
| Acquisti | Acquisti          | Acquisti            | Acquisti |
| R.       | Nome              | da                  | Modalità |
| -------- | ----------------- | ------------------- | -------- |
| A        | Piotr Reiss       | Hertha Berlino      |          |
| D        | Pavel Drsek       | Chmel Blšany        |          |
| A        | Sercan Güvenışık  | Augusta             |          |
| C        | Ralf Keidel       | Newcastle Utd       |          |
| D        | Marijan Kovačević | Wolfsburg           |          |
| C        | Martin Schneider  | Borussia M'gladbach |          |
| C        | Andreas Voss      | Bayer Leverkusen    |          |
| C        | Michael Zeyer     | Stoccarda           |          |

| Cessioni | Cessioni             | Cessioni        | Cessioni |
| R.       | Nome                 | a               | Modalità |
| -------- | -------------------- | --------------- | -------- |
| A        | Marius Ebbers        | Wattenscheid 09 |          |
| C        | Martin Frýdek        | Teplice         |          |
| D        | Slobodan Komljenović | Kaiserslautern  |          |

### Sessione invernale
| Acquisti | Acquisti        | Acquisti   | Acquisti |
| R.       | Nome            | da         | Modalità |
| -------- | --------------- | ---------- | -------- |
| C        | Michael Büskens | Schalke 04 |          |

| Cessioni | Cessioni         | Cessioni | Cessioni |
| R.       | Nome             | a        | Modalità |
| -------- | ---------------- | -------- | -------- |
| C        | Stig Tøfting     | Aarhus   |          |
| A        | Erik Bo Andersen | Vejle    |          |

## Risultati

### Bundesliga

#### Girone di andata
| Duisburg 13 agosto 1999, ore 20:00 CEST 1ª giornata | Duisburg | 0 – 0 referto | Bayer Leverkusen | Wedaustadion (20 307 spett.)\| Arbitro: \| Wack \| |
| Arbitro:                                            | Wack     |               |                  |                                                    |

| Arbitro: | Zerr |

|                                |           |  |
| Rraklli 68’ (rig.) Straube 80’ | Marcatori |  |

| Arbitro: | Keßler |

|                         |           |                         |
| Salou 24’ Guié-Mien 47’ | Marcatori | 37’ Osthoff 74’ Wolters |

| Arbitro: | Steinborn |

|             |           |                     |
| Osthoff 67’ | Marcatori | 7’ Tarnat 43’ Linke |

| Arbitro: | Berg |

|                                              |           |                        |
| Bordon 18’ Ganea 44’, 75’ Tøfting 77’ (aut.) | Marcatori | 30’ Hirsch 59’ Beierle |

| Arbitro: | Sippel |

|            |           |                    |
| Hirsch 48’ | Marcatori | 79’ van Kerckhoven |

| Arbitro: | Buchhart |

|                 |           |           |
| Preetz 66’, 69’ | Marcatori | 51’ Spies |

| Arbitro: | Koop |

|                                  |           |                               |
| Kovačević 62’ (rig.) Beierle 90’ | Marcatori | 16’ Komljenović 23’ Marschall |

| Arbitro: | Keßler |

|               |           |  |
| Akpoborie 49’ | Marcatori |  |

| Duisburg 30 ottobre 1999, ore 15:30 CEST 10ª giornata | Duisburg  | 0 – 0 referto | Ulma | Wedaustadion (13 417 spett.)\| Arbitro: \| Steinborn \| |
| Arbitro:                                              | Steinborn |               |      |                                                         |

| Arbitro: | Fröhlich |

|                                        |           |  |
| Sellimi 26’ Zeyer 27’ K'obiashvili 90’ | Marcatori |  |

| Arbitro: | Zerr |

|                               |           |  |
| Reiss 34’ Bugera 54’ Voss 90’ | Marcatori |  |

| Arbitro: | Strampe |

|                   |           |                       |
| Herrlich 25’, 49’ | Marcatori | 33’ Tøfting 45’ Reiss |

| Arbitro: | Fleischer |

|                  |           |                            |
| Beierle 22’, 66’ | Marcatori | 37’ Baumgart 54’ Arvidsson |

| Arbitro: | Albrecht |

|  |           |                      |
|  | Marcatori | 75’ (rig.) Kovačević |

| Arbitro: | Wagner |

|  |           |               |
|  | Marcatori | 14’ Dabrowski |

| Arbitro: | Aust |

|                                                                              |           |             |
| Yeboah 8’, 29’ Hajto 11’ (aut.) Butt 41’ (rig.) Hirsch 43’ (aut.) Hoogma 90’ | Marcatori | 20’ Beierle |

#### Girone di ritorno
| Arbitro: | Krug |

|                                |           |  |
| Schneider 3’ Beinlich 37’, 58’ | Marcatori |  |

| Arbitro: | Berg |

|                     |           |  |
| Hajto 14’ Reiss 20’ | Marcatori |  |

| Arbitro: | Heynemann |

|                |           |                                |
| Reiss 45’, 90’ | Marcatori | 19’, 27’ Sobotzik 89’ Gebhardt |

| Arbitro: | Koop |

|                                               |           |             |
| Sérgio 62’ Élber 68’ Lizarazu 77’ Zickler 87’ | Marcatori | 75’ Wolters |

| Arbitro: | Meyer |

|             |           |                             |
| Beierle 24’ | Marcatori | 26’, 43’ Balăkov 84’ Dundee |

| Arbitro: | Albrecht |

|                               |           |  |
| Zeyer 3’ (aut.) Sand 79’, 90’ | Marcatori |  |

| Duisburg 11 marzo 2000, ore 15:30 CET 24ª giornata | Duisburg | 0 – 0 referto | Hertha Berlino | Wedaustadion (10 362 spett.)\| Arbitro: \| Keßler \| |
| Arbitro:                                           | Keßler   |               |                |                                                      |

| Arbitro: | Kemmling |

|                                     |           |                              |
| Djorkaeff 29’ Ramzy 54’ Hristov 78’ | Marcatori | 85’ (rig.) Zeyer 90’ Büskens |

| Arbitro: | Merk |

|                            |           |                                          |
| Drsek 28’ Zeyer 76’ (rig.) | Marcatori | 62’ Akpoborie 82’ Juskowiak 84’ Munteanu |

| Arbitro: | Aust |

|  |           |                                  |
|  | Marcatori | 33’ Beierle 38’ Hirsch 76’ Spies |

| Arbitro: | Fröhlich |

|             |           |                            |
| Wohlert 67’ | Marcatori | 48’ Iashvili 88’ Weißhaupt |

| Arbitro: | Weiner |

|                               |           |             |
| Max 3’, 42’ Agostino 29’, 81’ | Marcatori | 84’ Tøfting |

| Arbitro: | Wack |

|                               |           |                    |
| Kovačević 6’ Zeyer 44’ (rig.) | Marcatori | 13’ Addo 25’ Wörns |

| Arbitro: | Stark |

|                                  |           |             |
| Wibrån 31’ Agali 34’ Kovacec 82’ | Marcatori | 84’ Beierle |

| Arbitro: | Gagelmann |

|  |           |                                         |
|  | Marcatori | 6’ van der Ven 26’ Peeters 89’ Labbadia |

| Arbitro: | Albrecht |

|                                            |           |  |
| Pizarro 4’ Bode 18’ Herzog 68’ (rig.), 76’ | Marcatori |  |

| Arbitro: | Kemmling |

|             |           |          |
| Wolters 20’ | Marcatori | 7’ Kovač |

### Coppa di Germania
| Arbitro: | Stark |

|                                                        |                      |                                              |
| Baştürk 70’                                            | Marcatori            | 86’ Spies                                    |
| Reis Rietpietsch Stickroth Lust Weber Buckley Dickhaut | Tiri di rigore 6 – 5 | Hirsch Beierle Zeyer Hajto Voss Neun Wolters |

### Coppa Intertoto
| Arbitro: | Freeland |

|                       |           |  |
| Spies 49’ Beierle 74’ | Marcatori |  |

| Arbitro: | Gusev |

|                      |           |  |
| Schneider 28’ (aut.) | Marcatori |  |

| Arbitro: | Marin |

|  |           |                                   |
|  | Marcatori | 14’ Wedau 50’ Tøfting 53’ Osthoff |

| Duisburg 24 luglio 1999, ore 18:00 CEST Terzo turno | Duisburg | 0 – 0 referto | Kocaelispor | Wedaustadion (9 200 spett.)\| Arbitro: \| Messina \| |
| Arbitro:                                            | Messina  |               |             |                                                      |

| Arbitro: | Širić |

|             |           |              |
| Osthoff 26’ | Marcatori | 44’ Maoulida |

| Arbitro: | Irvine |

|                                       |           |  |
| Sorlin 29’ Delaye 71’ Loko 80’ (rig.) | Marcatori |  |

## Statistiche

### Statistiche di squadra
| Competizione      | Punti | In casa | In casa | In casa | In casa | In casa | In casa | In trasferta | In trasferta | In trasferta | In trasferta | In trasferta | In trasferta | Totale | Totale | Totale | Totale | Totale | Totale | DR  |
| Competizione      | Punti | G       | V       | N       | P       | Gf      | Gs      | G            | V            | N            | P            | Gf           | Gs           | G      | V      | N      | P      | Gf     | Gs     | DR  |
| ----------------- | ----- | ------- | ------- | ------- | ------- | ------- | ------- | ------------ | ------------ | ------------ | ------------ | ------------ | ------------ | ------ | ------ | ------ | ------ | ------ | ------ | --- |
| Bundesliga        | 22    | 17      | 2       | 8       | 7       | 20      | 25      | 17           | 2            | 2            | 13           | 17           | 46           | 34     | 4      | 10     | 20     | 37     | 71     | -34 |
| Coppa di Germania | -     | 0       | 0       | 0       | 0       | 0       | 0       | 1            | 0            | 1            | 0            | 1            | 1            | 1      | 0      | 1      | 0      | 1      | 1      | 0   |
| Coppa Intertoto   | -     | 3       | 1       | 2       | 0       | 3       | 1       | 3            | 1            | 0            | 2            | 3            | 4            | 6      | 2      | 2      | 2      | 6      | 5      | +1  |
| Totale            | 22    | 20      | 3       | 10      | 7       | 23      | 26      | 21           | 3            | 3            | 15           | 21           | 51           | 41     | 6      | 13     | 22     | 44     | 77     | -33 |

### Andamento in campionato
| Giornata  | 1 | 2  | 3  | 4  | 5  | 6  | 7  | 8  | 9  | 10 | 11 | 12 | 13 | 14 | 15 | 16 | 17 | 18 | 19 | 20 | 21 | 22 | 23 | 24 | 25 | 26 | 27 | 28 | 29 | 30 | 31 | 32 | 33 | 34 |
| --------- | - | -- | -- | -- | -- | -- | -- | -- | -- | -- | -- | -- | -- | -- | -- | -- | -- | -- | -- | -- | -- | -- | -- | -- | -- | -- | -- | -- | -- | -- | -- | -- | -- | -- |
| Luogo     | C | T  | T  | C  | T  | C  | T  | C  | T  | C  | T  | C  | T  | C  | T  | C  | T  | T  | C  | C  | T  | C  | T  | C  | T  | C  | T  | C  | T  | C  | T  | C  | T  | C  |
| Risultato | N | P  | N  | P  | P  | N  | P  | N  | P  | N  | P  | V  | N  | N  | V  | P  | P  | P  | V  | P  | P  | P  | P  | N  | P  | P  | V  | P  | P  | N  | P  | P  | P  | N  |
| Posizione | 9 | 16 | 16 | 16 | 18 | 18 | 18 | 18 | 18 | 18 | 18 | 18 | 17 | 16 | 15 | 16 | 16 | 16 | 16 | 16 | 17 | 17 | 17 | 17 | 18 | 18 | 18 | 17 | 18 | 18 | 18 | 18 | 18 | 18 |

Legenda:

Luogo: C = Casa; T = Trasferta. Risultato: V = Vittoria; N = Pareggio; P = Sconfitta.

### Statistiche dei giocatori
| Giocatore    | Bundesliga | Bundesliga | Bundesliga  | Bundesliga | Coppa di Germania | Coppa di Germania | Coppa di Germania | Coppa di Germania | Coppa Intertoto | Coppa Intertoto | Coppa Intertoto | Coppa Intertoto | Totale   | Totale | Totale      | Totale     |
| Giocatore    | Presenze   | Reti       | Ammonizioni | Espulsioni | Presenze          | Reti              | Ammonizioni       | Espulsioni        | Presenze        | Reti            | Ammonizioni     | Espulsioni      | Presenze | Reti   | Ammonizioni | Espulsioni |
| ------------ | ---------- | ---------- | ----------- | ---------- | ----------------- | ----------------- | ----------------- | ----------------- | --------------- | --------------- | --------------- | --------------- | -------- | ------ | ----------- | ---------- |
| E. Andersen  | 1          | 0          | 0           | 0          | 0                 | 0                 | 0                 | 0                 | 0               | 0               | 0               | 0               | 1        | 0      | 0           | 0          |
| M. Beierle   | 31         | 8          | 0           | 0          | 1                 | 0                 | 0                 | 0                 | 5               | 1               | 1               | 0               | 37       | 9      | 1           | 0          |
| A. Bugera    | 12         | 1          | 0           | 0          | 1                 | 0                 | 0                 | 0                 | 4               | 0               | 0               | 0               | 17       | 1      | 0           | 0          |
| M. Büskens   | 12         | 1          | 2           | 0          | 0                 | 0                 | 0                 | 0                 | 0               | 0               | 0               | 0               | 12       | 1      | 2           | 0          |
| P. Drsek     | 12         | 1          | 0           | 0          | 0                 | 0                 | 0                 | 0                 | 2               | 0               | 0               | 0               | 14       | 1      | 0           | 0          |
| S. Emmerling | 18         | 0          | 5           | 1          | 1                 | 0                 | 0                 | 1                 | 6               | 0               | 1               | 0               | 25       | 0      | 6           | 2          |
| S. Güvenışık | 6          | 0          | 1           | 0          | 0                 | 0                 | 0                 | 0                 | 0               | 0               | 0               | 0               | 6        | 0      | 1           | 0          |
| T. Hajto     | 26         | 1          | 11          | 1          | 1                 | 0                 | 0                 | 0                 | 5               | 0               | 2               | 0               | 32       | 1      | 13          | 1          |
| D. Hirsch    | 25         | 3          | 10          | 2          | 1                 | 0                 | 1                 | 0                 | 6               | 0               | 2               | 0               | 32       | 3      | 13          | 2          |
| T. Hoersen   | 21         | 0          | 2           | 0          | 1                 | 0                 | 0                 | 0                 | 4               | 0               | 1               | 0               | 26       | 0      | 3           | 0          |
| R. Keidel    | 3          | 0          | 0           | 0          | 0                 | 0                 | 0                 | 0                 | 1               | 0               | 0               | 0               | 4        | 0      | 0           | 0          |
| M. Kovačević | 19         | 3          | 5           | 0          | 0                 | 0                 | 0                 | 0                 | 3               | 0               | 1               | 0               | 22       | 3      | 6           | 0          |
| C. Krämer    | 1          | 0          | 0           | 0          | 0                 | 0                 | 0                 | 0                 | 0               | 0               | 0               | 0               | 1        | 0      | 0           | 0          |
| A. Menger    | 10         | 0          | 0           | 0          | 0                 | 0                 | 0                 | 0                 | 2               | 0               | 0               | 0               | 12       | 0      | 0           | 0          |
| J. Neun      | 4          | 0          | 1           | 0          | 1                 | 0                 | 0                 | 0                 | 0               | 0               | 0               | 0               | 5        | 0      | 1           | 0          |
| M. Osthoff   | 26         | 2          | 12          | 0          | 0                 | 0                 | 0                 | 0                 | 5               | 2               | 3               | 0               | 31       | 4      | 15          | 0          |
| P. Reiss     | 22         | 5          | 0           | 0          | 0                 | 0                 | 0                 | 0                 | 0               | 0               | 0               | 0               | 22       | 5      | 0           | 0          |
| M. Schneider | 23         | 0          | 3           | 0          | 0                 | 0                 | 0                 | 0                 | 5               | 0               | 1               | 0               | 28       | 0      | 4           | 0          |
| T. Schramm   | 0          | 0          | 0           | 0          | 0                 | 0                 | 0                 | 0                 | 0               | 0               | 0               | 0               | 0        | 0      | 0           | 0          |
| P. Schyrba   | 0          | 0          | 0           | 0          | 0                 | 0                 | 0                 | 0                 | 0               | 0               | 0               | 0               | 0        | 0      | 0           | 0          |
| U. Spies     | 22         | 2          | 0           | 0          | 1                 | 1                 | 0                 | 0                 | 4               | 1               | 0               | 0               | 27       | 4      | 0           | 0          |
| G. Staučė    | 25         | 0          | 0           | 1          | 1                 | 0                 | 0                 | 0                 | 4               | 0               | 0               | 0               | 30       | 0      | 0           | 1          |
| H. Steffen   | 3          | 0          | 0           | 0          | 0                 | 0                 | 0                 | 0                 | 0               | 0               | 0               | 0               | 3        | 0      | 0           | 0          |
| S. Tøfting   | 29         | 2          | 8           | 0          | 0                 | 0                 | 0                 | 0                 | 4               | 1               | 1               | 0               | 33       | 3      | 9           | 0          |
| T. Vana      | 0          | 0          | 0           | 0          | 0                 | 0                 | 0                 | 0                 | 0               | 0               | 0               | 0               | 0        | 0      | 0           | 0          |
| A. Voss      | 13         | 1          | 1           | 0          | 1                 | 0                 | 1                 | 0                 | 1               | 0               | 0               | 0               | 15       | 1      | 2           | 0          |
| M. Wedau     | 16         | 0          | 3           | 0          | 1                 | 0                 | 0                 | 0                 | 5               | 1               | 0               | 0               | 22       | 1      | 3           | 0          |
| T. Wohlert   | 29         | 1          | 10          | 2          | 1                 | 0                 | 0                 | 0                 | 6               | 0               | 2               | 0               | 36       | 1      | 12          | 2          |
| C. Wolters   | 21         | 3          | 0           | 0          | 1                 | 0                 | 1                 | 0                 | 4               | 0               | 0               | 0               | 26       | 3      | 1           | 0          |
| M. Zeyer     | 32         | 3          | 2           | 1          | 1                 | 0                 | 0                 | 0                 | 6               | 0               | 0               | 0               | 39       | 3      | 2           | 1          |